# Herpetogramma cynaralis
Herpetogramma cynaralis is een vlinder uit de familie van de grasmotten (Crambidae), uit de onderfamilie van de Spilomelinae. De wetenschappelijke naam van deze soort is voor het eerst gepubliceerd in 1859 door Francis Walker.

## Verspreiding
De soort komt voor in India, Sri Lanka, Hongkong, Taiwan, Korea, Indonesië (Sula-eilanden) en Australië (Queensland en New South Wales).

## Waardplanten
De rups voedt zich met Stephania japonica (Menispermaceae).